# Rajhradice
Rajhradice (in tedesco Klein Raigern) è un comune della Repubblica Ceca facente parte del distretto di Brno-venkov, in Moravia Meridionale.